# Forte de São Luís
Forte de São Luís localiza-se no lado esquerdo da barra da baía de Guanabara, no alto do morro do Pico, no bairro de Jurujuba, município de Niterói, no estado brasileiro do Rio de Janeiro. O principal atrativo é a vista incomum do Rio de Janeiro e da Baía de Guanabara.

## História
Trata-se de obra de fortificação proposta pelo brigadeiro engenheiro Jacques Funck ao vice-rei D. Antônio Rolim de Moura Tavares (1767-1769), para a defesa daquele ponto, cerca de 180 metros acima do nível do mar, padrasto à Fortaleza de Santa Cruz da Barra. As suas obras só foram iniciadas, entretanto, em 1769-1770 por determinação do Vice-rei D. Luís de Almeida Portugal (1769-1779), que relata:
"Voltando agora às defesas que fiz nesta capital, achará V. Exa. uma fortaleza no sítio chamado o Pico, para o qual tinha feito um plano o Marechal de Campo Diogo Funch: como este oficial tinha feito o dito sem ter descoberto primeiro todo aquele terreno, e examinados agora os obstáculos que nele haviam por ser o sítio sumamente escabroso, não só pela sua eminência, mas pela aspereza dos matos, o que fez o mesmo Marechal não poder chegar a reconhecer que uma parte do mesmo monte, onde foi ele o primeiro que chegou depois de muito trabalho, e de se cortarem muitos matos daquele lugar, formou seu plano, porém com a equivocação que costuma sempre haver em sítios semelhantes, quando eles não são de todo examinados; por entre aqueles matos e arvoredos mui densos havia grandíssimos penhascos, de que não podiam julgar senão quem os tivesse pisado, e por esta razão supoz aquele oficial que ali havia outra qualidade de terreno, e nesta conformidade formou o seu plano.
Eu, vendo quanto era importante fortificar aquele lugar, sem embargo de todas as dificuldades que me propuseram, fiz a maior eficácia em ir reconhecer aquele ponto; custou bastante o poder descobrir todo, e podê-lo eu pisar; porém conseguiu-se o deitar o mato fora, e reconhecer-se todo aquele terreno; e sobre ele fiz emendar o que não era praticável do plano do Marechal Funch, aproveitando-me do mais que podia ser aproveitável.
Dei principio à construção daquela fortaleza, e sem embargo de ser já a tempo de eu esperar os inimigos, consegui pô-la em defesa, vencendo as dificuldades que todos julgavam impossíveis. V. Exa. não a acha inteiramente acabada; aí cuidei tão sómente em me cobrir, e fazer o que era mais essencial para pôr em defesa aquele ponto. Toda a obra que era mais dificultosa, e de maior trabalho e despesa, está feita; o que lhe falta, ainda que muito preciso para o serviço da mesma fortaleza, já V. Exa. não terá tantas dificuldades para poder conseguir ou concluí-las.
Aquele ponto é um dos mais importantes, como V. Exa. verá. É o cavaleiro de Santa Cruz; com aquela fortaleza nenhum inimigo se poderá fazer senhor da sobredita fortaleza de Santa Cruz; podem sim arruinar-lhe as suas muralhas, porém nem um só homem poderá lá ficar o mais pequeno instante. Pode servir aquele ponto de uma segura retirada à guarnição da fortaleza, sem que o inimigo o possa seguir. Defende também para dentro do porto; e ainda que os tiros não podem ser tão mergulhantes, contudo não deixarão de fazer os estragos, e ao mesmo tempo defende as baterias baixas que se possam formar dentro do porto, por todo aquele vale ou saco que corre de Santa Cruz para dentro: do mesmo modo defende a praia de fora, aonde também mandei fazer uma defesa daquele porto que ali há, e sem embargo de não ser uma grande obra, está quase concluída." (p. 425-426) ("Relatório do Marquês de Lavradio, Vice-Rei do Rio de Janeiro, entregando o Governo a Luiz de Vasconcellos e Souza, que o sucedeu no vice-reinado", datado do Rio de Janeiro em 19/jun/1779. in: RIHGB, Tomo IV, 1842. p. 409-486)
A inscrição epigráfica comemorativa da inauguração, sobre o seu portão de armas, reza:
"Josepho I. Imperante, Fidel.mo Portugaliae Rege, Provident.mo Principe, Arx Haec, Divo Aloisio Sacrata. Fundata est 1775" (Reinando D. José I, Fidelíssimo Rei de Portugal, Providentíssimo Príncipe, este Forte, consagrado a São Luís, foi fundado em 1775) (BARRETTO, 1958:212).
Uma segunda lápide complementa:
"No referido [reinado] para repelir a invasão de inimigos, foram começados estes muros e em menos de três anos concluídos sob [o governo do Vice-Rei D.] Luiz de Almeida, 2º Marquês de Lavradio, que para construção desta obra, que até então ninguém ousara, moveu toda pedra, tão grande trabalho tendo sido confiado à sua firme energia, sob tumulto que debalde se opôs de iminente guerra com os espanhóis."

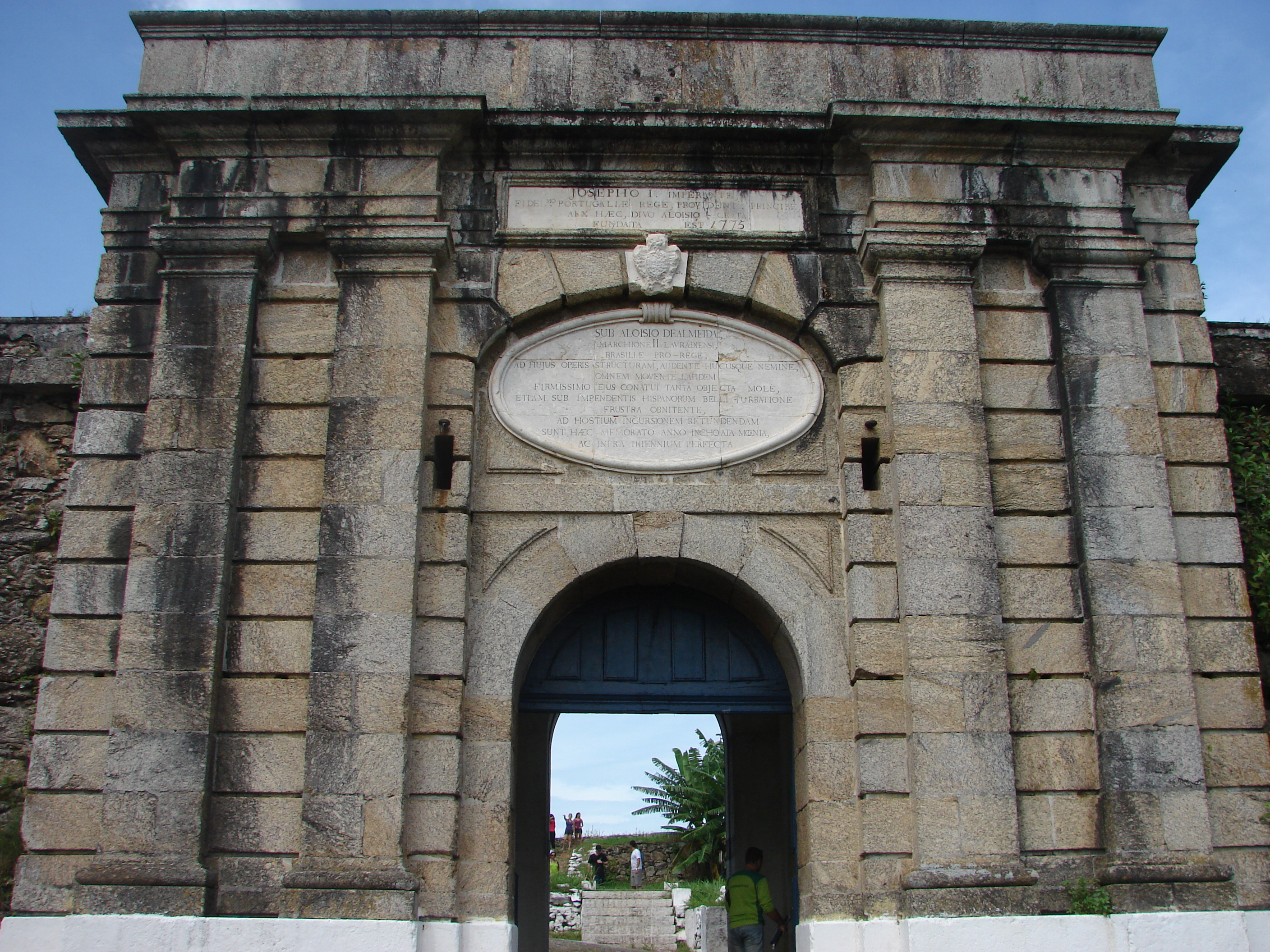
Entrada do Forte de São Luís.

Esta fortificação foi autônoma até 1811, quando o seu Comando foi extinto e a sua guarnição incorporada à da Fortaleza de Santa Cruz. À época da Independência do Brasil (1822) foram-lhe efetuados alguns reparos, até que, no Período Regencial, o Decreto de 24 de dezembro de 1831, suprimindo o comando de vários fortes, fortins e baterias, ao estipular que as suas guarnições fossem compostas por "um Cabo e um ou dois Soldados incapazes do serviço ativo", deixou-o em estado de abandono. No contexto da Questão Christie (1862-1865) recebeu obras de remodelação a partir de 1863 (SOUZA, 1885:104), reforço na artilharia (GARRIDO, 1940:108), e a construção de novos quartéis e casa de comando.
Após a proclamação da República brasileira (1889), em 1891, os fortes de São Luís e do Pico passaram a constituir um único comando. Juntamente com a Fortaleza de Santa Cruz, a quem se subordinava, participou da sublevação encabeçada pelo 2º Sargento Silvério Honório Macedo, contra o então presidente da República marechal Floriano Peixoto (1891-1894), pretendendo restituir o governo ao marechal Deodoro da Fonseca. Na ocasião, as tropas rebeladas tomaram a Fortaleza de Santa Cruz, libertaram os prisioneiros ali detidos, apoderaram-se dos canhões, armamento portátil e munições, e detiveram os oficiais, passando a atirar contra a Fortaleza da Laje, e sendo bombardeada, pelos navios da Marinha do Brasil, sob o comando do próprio ministro da Marinha, almirante Custódio de Melo. O movimento foi finalmente dominado por dois batalhões sob o comando do coronel Antônio Moreira César, que desceram do Forte de São Luís subjugando a Fortaleza de Santa Cruz (de 19 a 20 de janeiro de 1892) (GARRIDO, 1940:107).
Em 1913, o presidente da República marechal Hermes da Fonseca (1910-1914) promoveu a modernização das suas instalações, construindo, na sua parte mais elevada (c. 227 metros acima do nível do mar), uma nova estrutura, escavada parcialmente na rocha, artilhada com quatro obuseiros Krupp de 280 mm, em casamatas de concreto. Estas protegem ainda os paióis de munição, a cúpula do telêmetro, a câmara de tiro, e a instalação do grupo gerador elétrico. Inaugurada em 1918, os seus canhões abriram fogo contra os revoltosos do Forte de Copacabana (Julho de 1922) e contra o governo Washington Luís (1926-1930), apoiando os revolucionários da Revolução de 1930. GARRIDO (1940) refere que foi das suas instalações, com o içamento da bandeira nacional na manhã de 24 de outubro de 1930, que partiu o sinal para o início da revolução (op. cit., p. 108).
BARRETTO (1958) refere que, pelo Decreto nº 3.329 de 25 de novembro de 1938, o conjunto defensivo composto pela antiga Bateria da Praia de Fora, e o Forte de São Luís com a antiga Bateria do Pico, numa área total de 5.850 metros quadrados, recebeu a designação atual de Forte Barão do Rio Branco, estando guarnecido ao final da década de 1950 pela 1ª Bateria de Óbus de Costa (BOC) (op. cit., p. 211). Considerada obsoleta, a estrutura foi desativada a partir de 1965.
A partir de 1992 o conjunto passou a abrigar parte do 8º Grupo de Artilharia de Costa Motorizado (GACosM), responsável ainda pela Fortaleza de Santa Cruz e pelo Forte do Imbuhy. Em 1993, iniciaram-se obras de limpeza e consolidação das ruínas do Forte de São Luís, que juntamente com o restante do complexo foi aberto ao público como atração turística a partir de 1998. Do alto deste conjunto tem-se uma vista extraordinária das cidades do Rio de Janeiro e Niterói, separadas pela baía de Guanabara, destacando-se as muralhas, merlões e guaritas, bem como o portão de armas, acesso à praia de Fora, e o portão de acesso à Fortaleza de Santa Cruz - remontando ao século XVII -, as ruínas da Casa de Comando e dos Quartéis - remontando ao final do século XIX, consolidadas por trabalho de limpeza e restauração -, e coroando o conjunto a estrutura do Pico, com seus obuseiros, paióis e galerias - do início do século XX -, em harmoniosa convivência. Destaque merece ser dado ainda a uma capela contemporânea com a imagem de Nossa Senhora de Fátima, no caminho de acesso ao Pico, e ao busto e painel evocativos ao poeta português Fernando Pessoa, à entrada deste último. O portão de acesso voltado para a Fortaleza de Santa Cruz proporcionava uma caminhada descendente de cerca de 40 minutos entre o céu, a montanha, a mata e o mar. Este passeio não é mais permitido pelo comando do forte por oferecer riscos.